# Тавр Медиа
ТАВР Медиа — украинский радиохолдинг, один из крупнейших в стране. Специализируется на развлекательном музыкальном вещании. Входит в  Tavria Games Holding, в который также входят оператор наружной рекламы РТМ, телеканалы М1/М2, билетный оператор TicketsBox.

## История
Компания была создана в 2003 году, её основателем был Николай Баграев.
В 2007 году совместно с «Украинским медиа холдингом», сетевыми рекламными агентствами Publicis Groupe, ADV Group (Initiative) и Group M) и Независимой ассоциацией телерадиовещателей (в качестве управляющего партнера) стала основателем отраслевого объединения «Радиокомитет».
В октябре 2011 года холдинг приобрёл у информационно-издательской группы «ТелеграфЪ» радиостанцию «Дача» (использующей по договору торговую марку и формат вещания одноименной российской радиостанции), примерная стоимость сделки оценивалась конкурентами в диапазоне $13–17 млн.
В феврале 2012 года радиогруппа выкупила у «Business Radio Group» станцию «Music Radio», вещавшую в формате lounge-музыки. 20 января 2013 года на её частотах была запущена станция «Радио Relax», которая будет работать в формате easy listening: миксе спокойных композиций 60-х, 70-х и 80-х годов.
В ходе аннексии Крыма Россией в городах Керчь и Евпатория неизвестные напали на передающий радиоцентр, из-за чего радиогруппа была вынуждены прекратить трансляцию на территории Крымского полуострова. Директор компании Игорь Чернышев заявил о намерении отстаивать своё право на вещание в Крыму через международные суды. В марте 2015 года «Роскомнадзор» провел конкурс по продаже радиочастот, после которого «ТАВР Медиа» окончательно лишился порядка 24 частот.
Вместе с «УМХ», «Business Radio Group» и ТРК «Люкс» летом 2015 года принял участие в создании конкурса по поиску и дальнейшего промотированию исполнителей украинской песни «Украинский формат». Конкурс возник после встречи с министром культуры Украины Вячеславом Кириленко как альтернатива его инициативе по повышению квоты украинской музыки на радио с 50 % до 75 %..
Летом 2017 года у медиахолдинга «Вести-Украина» была приобретена компания «Оникс», владевшая частотами вещания радиостанции «Перец FM». На этих частотах с одобрения Нацсовета начало вещание «Радио Relax».
В 2019 году была запущена радиостанция «Jazz FM» (ТОВ «Ч К»), управляющая компания которой принадлежит генеральному директору «ТАВР Медиа» Игорю Чернышову и члену совета директоров «ТАВР Медиа» Сергею Кузину. С мая радиостанция начала вещать в Киеве, с декабря — во Львове.
В феврале 2020 года под управление «Тавр Медиа» перешла радиостанция «Наше радио», ранее принадлежавшая «UMH group».
27 февраля 2022 года радиохолдинг объявил о закрытии и переформатировании радиостанции «Русское радио Украина» из-за вторжения России на Украину и прекращения дипломатических отношений с Российской Федерацией. Также были закрыты сайт радиостанции и удалены страницы радиостанции в соцсетях. Позже 7 марта 2022 года вместо «Русского радио Украина» запущено вещание «Радио Байрактар», а 19 мая 2022 года «Русское радио Украина» сменило позывные на «Радио Байрактар».

## Активы

### Радиостанции
- XITFM
- Наше радио
- Радио Байрактар
- Мелодия FM
- Radio Relax
- Classic Radio
- Radio Jazz
- Радио Рокс
- KISS FM

### Интернет-радиостанции
- Flash Radio
- Radio Gold
- Радио Инди. UA
- Гуляй Радио
- Radio Ritmo Latino
- Radio Italiana

### Телевидение
- М1 (вместе с Starlight Media)
- М2 (вместе с Starlight Media)

## Коммерческие показатели
Холдинг является одним из лидером украинского радиорынка, и борется за первое место с «Украинским медиа холдингом».
Общая доля аудитории (процент от всего количества радиослушателей в стране) станций «Тавра» весной 2011 года составляла 27,2 %, к концу года — 29,7 %.
В 2012 году «Тавр» стал лидером как по киевской аудитории, так и по всей стране — 28,4 % в июле и 24,38 % осенью против 17,9 % и 16,86 % у «УМХ»
В феврале 2020 года Тавр Медиа была крупнейшим радиохолдингом Украины с долей рынка около 30 %.

## Собственник
Совладельцами ТАВР медиа СМИ называли украинских предпринимателей Виктора Пинчука и Николая Баграева. По состоянию на 31 декабря 2015 года, среди акционеров входящих в группу радиостанций кроме них присутствовали: Яна Куц, Людмила Кравчук, Руслан Баграев, Арьен Де Жонж, Анна Нудиггер. В феврале 2024 года Виктор Пинчук вышел из числа собственников.